# Yasser Salem
Yasser Salem (Arabic:ياسر سالم) (sinh ngày 12 tháng 10 năm 1986) là một cầu thủ bóng đá người Các Tiểu vương quốc Ả Rập Thống nhất. Hiện tại anh thi đấu cho Dibba Al-Fujairah.